# Uroplectes ngangelarum
Espèce
Uroplectes ngangelarum est une espèce de scorpions de la famille des Buthidae.

## Distribution
Cette espèce est endémique du Angola. Elle se rencontre vers Cuvango.

## Publication originale
- Monard, 1930 : « Matériaux de la mission scientifique suisse en Angola. Scorpiones. » Bulletin de la Société des sciences naturelles de Neuchâtel, vol. 54, p. 37-43.